# Pteridiosperma ciliatum
Pteridiosperma ciliatum är en svampart som först beskrevs av Udagawa & Y. Takeda, och fick sitt nu gällande namn av J.C. Krug & Jeng 1979. Pteridiosperma ciliatum ingår i släktet Pteridiosperma och familjen Ceratostomataceae.   Inga underarter finns listade i Catalogue of Life.